# Šigeloza
Šigeloza ili bacilarna dizenterija je akutna crijevna infekcija, uzrokovana mikroorganizmima iz roda Shigella.

## Etiologija, epidemiologija i patologija
Rod Shigella dijeli se u 4 glavne podgrupe: A, B, C i D, koje se dalje dijele u serološki određene tipove. Bakterije iz ovog roda proširene su diljem svijeta i tipičan su uzrok inflamatorne dizenterije koja je u mnogim područjima odgovorna za 5 do 10% dijarealnih bolesti. S. flexneri i S. sonnei proširenije su nego S. boydii ili osobito virulentna S. dysenteriae. Najčešći izolat u SAD je S. sonnei. 
Izvor infekcije su izlučevine inficiranih osoba ili rekonvalescentnih kliconoša. Infekcija se izravno širi fekalno-oralnim putem, a neizravno kontaminiranom hranom ili kontaminiranim neživim predmetima. Muhe mogu poslužiti kao mehanički vektori. Prijenos bolesti putem vode nije uobičajen. Epidemije se najčešće pojavljuju u uvjetima prenapučenosti s neadekvatnom sanitacijom okoliša. Šigeloza je osobito česta kod mlađe djece koja žive u endemskim područjima; kod odraslih je bolest obično manje teška. 
Rekonvalescenti i subklinički kliconoše mogu biti značajan izvor infekcije, no pravo dugotrajno kliconoštvo je rijetko. Infekcija ostavlja slab imunitet ili ga uopće ne ostavlja, pa je moguća reinfekcija s istim sojem. 
Šigele prodiru u sluznicu distalnog dijela crijeva i uzrokuju sekreciju sluzi, hiperemiju, infiltraciju leukocitima, edem i često površne ulceracije sluznice. Vodenasti proljev kod infekcije šigelama, može biti posredovan enterotoksinom koji uzrokuje povećanu intestinalnu sekreciju. 

## Simptomi i znaci
Inkubacija je 1 do 4 dana. Kod mlađe djece bolest počinje naglo s vrućicom, iritabilnošću i pospanošću, anoreksijom, mučninom ili povraćanjem, proljevom, bolom u trbuhu s distenzijom i tenezmima. Unutar 3 dana u stolici se pojavljuju krv, gnoj i sluz. Broj stolica može biti veći od 20 na dan, a gubitak težine i dehidracija mogu biti teški. Ako se dijete ne liječi, može doći do smrti u prvih 12 dana; ako dijete preživi, akutni se simptomi povlače do 2. tjedna. 
Odrasli se mogu prezentirati bez vrućice, s nekrvavim i nesluzavim proljevom i s malo tenezama ili bez tenezama.No, prvi se simptomi mogu sastojati i od nastupa grčevitih boli u trbuhu, lažnih poziva na stolicu, a u početku stolica može biti formirana, te nakon defekacije dolazi do privremenog ublažavanja bola. Ovi se nastupi ponavljaju sa sve većom težinom i učestalošću. Proljev postaje sve teži, s kašastim ili tekućim stolicama, koje sadrže sluz, gnoj i često krv. Rektalni prolaps uz posljedičnu fekalnu inkontinenciju, može biti posljedica teških tenezama. Kod odraslih, bolest obično prestaje spontano:  u blažim slučajevima za 4 do 8 dana, u težim za 3 do 6 tjedana. Značajna dehidracija i gubitak elektrolita s cirkulatornim kolapsom i smrću, pojavljuje se uglavnom kod djece mlađe od 2 godine i kod kondicioniranih odraslih bolesnika. 
Šigeloza rijetko počinje naglo sa stolicama koje sliče na vodu u kojoj se kuhala riža ili sa seroznim (ponekad krvavim) stolicama. Bolesnik može povraćati i brzo postati dehidriran. Infekcija se može prezentirati kao delirij, konvulzije i koma, a s blagim proljevom ili bez proljeva; smrt može nastupiti za 12 do 24 sata. 
Moguća je pojava sekundarne bakterijske infekcije, osobito u kondicioniranih ili dehidriranih bolesnika. Teške ulceracije crijevne sluznice mogu uzrokovati značajan akutan gubitak krvi. Druge komplikacije nisu česte i uključuju toksični neuritis, artritis, miokarditis i, rijetko, perforaciju crijeva. Kod djece se šigeloza može komplicirati hemolitičko – uremičkim sindromom. Infekcija ne postaje kronična i nije etiološki čimbenik kod ulceroznog kolitisa. Ipak, bolesnici s HLA-B27 genotipom češće nakon šigeloze razviju artritis ili čak floridni Reiterov sindrom.

## Laboratorijski nalazi i dijagnoza
Šigele se mogu naći u stolici ali su bacilemija i bacilurija rijetki. Prosječan broj leukocita je 13000/μL, no u početku je često smanjen. Hemokoncentracija je uobičajena, kao i proljevom inducirana metabolička acidoza. 
Dijagnoza će biti olakšana ako se na ovu bolest pomišlja za vrijeme epidemija i u endemskim područjima. Najčešći oblik, vodenasti proljev, ne može se razlikovati od ostalih bakterijskih, virusnih i protozoarnih infekcija koje potiču sekretornu aktivnost crijevnih epitelnih stanica. Proktoskopom se može vidjeti difuzno zacrvenjena površina sluznice s brojnim malim ulceracijama. Od obrisaka materaijala uzetog iz ulceracija treba napraviti razmaz i kulturu. Ove obriske, kao i svježe uzorke stolice, treba odmah kultivirati. U svježim mikroskopskim preparatima ili razmazima obojenima metilenskim plavilom ili po Wrightu, mogu se vidjeti nakupine leukocita, po čemu se razlikuje bacilarna od amebne dizenterije (jer amebe razaraju leukocite). Bakterije na ovim razmazima nemaju karakteristike koje bi dopustile specifičnu dijagnozu; nju osigurava samo pozitivna kultura. Kod bolesnika koji imaju akutni oblik bacilarne dizenterije (tj. oskudne stolice koje sadrže krv i sluz), diferencijalna dijagnoza treba uključiti invazivnu Escherichiu coli, Salmonellu, Yersiniu, Campylobacter, amebijazu i virusne proljeve.  

## Profilaksa
U svrhu prevencije potrebno je temeljito prati ruke prije manipulacije hranom. Ako se zagađena odjeća i posteljina ne može odmah iskuhati, valja ih potopiti u vodu sa sapunom u pokrivenoj posudi. Treba upotrebljavati mreže i zaslone protiv kukaca. Kod bolesnika i kliconoša treba primijeniti pravilne metode izolacije (osobito fekalne izolacije). Razvijeno je živo peroralno cjepivo koje je u pokusima u endemskim područjima dalo obećavajuće rezultate. Imunost je, ipak, uglavnom tipno – specifična. 

## Liječenje
Rehidracija: Proljev obično uzrokuje izotoničnu dehidraciju (jednak gubitak soli i vode) s metaboličkom acidozom i značajnim gubitkom kalija. Žeđ izazvana dehidracijom može dovesti do razmjerno velikog unosa vode, što uzrokuje hipotoničnost. Dizenterija bez proljeva, neće izazvati tako veliki gubitak tekućine.
Kod dojenčadi, osobito u toplim klimatskim područjima, gubitak tekućine znojenjem i respiracijom uz teži proljev, može dovesti do hipertonične dehidracije. Prerana primjena hipertoničnih tekućina (mlijeko, pripravci za enteralnu prehranu, mješavine elektrolita za kućnu primjenu) može izazvati opasnu hipertoničnost, pa i konvulzije. 
Antibiotici: Odluka o primjeni antibiotika zahtijeva razmatranje težine bolesti, dobi bolesnika, adekvatnosti sanitacije, vjerojatnosti daljnjeg prijenosa bolesti i mogućnosti poticanja stvaranja rezistentnih mikroorganizama. Osim toga, simptomi i izlučivanje šigela mogu biti značajno smanjeni ranim liječenjem s odgovarajućim, apsorbabilnim antimikrobnim lijekom. 
Lijek izbora za djecu je kotrimoksazol: 4 mg/kg PO trimetoprima, svakih 12 h; za odrasle doza je jedna tableta dvostruke jakosti (320 mg trimetoprima) svakih 12 h. Alternativa za odrasle je norfloksacin 400 mg PO dva puta na dan ili ciprofloksacin 500 mg PO dva puta na dan. Mnogi izolati šigela rezistentni su na ampicilin i tetraciklin.
Ostala terapija:  Bol u trbuhu može se olakšati termoforom. Adsorbensi i demulcensi kao što su preparati metilceluloze, imaju slab učinak na olakšanje proljeva i tenezama. Antikolinergike i antidijaroike treba izbjegavati. Oni izazivaju stazu crijevnog sadržaja, produžuju febrilitet i dozvoljavaju kontinuirano izlučivanje organizama stolicom.
|  | Molimo pročitajte upozorenje o korištenju medicinskih informacija. Ne provodite liječenje bez savjetovanja s liječnikom! |